# Christo Beltschew

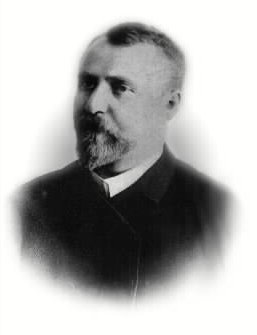
Christo Beltschew

Christo Mintschew Beltschew (auch Hristo Minchev Belchev geschrieben, bulgarisch Христо Минчев Белчев) (* 1857 in Tarnowo; † 27. März 1891 in Sofia) war ein bulgarischer Dichter und Politiker der „Volksliberalen Partei“ und Finanzminister im Kabinett von Stefan Stambolow. Christo Belschew war mit der Dichterin Mara Beltschewa verheiratet.
Christo Beltschew wurde 1857 in der im Balkangebirge gelegenen Stadt Tarnowo (heute Weliko Tarnowo) geboren. Er beendete 1869 die weltliche Grundschule in seiner Heimatstadt und besuchte von 1872 bis 1876 das Gymnasium in Zagreb. In Zagreb veröffentlichte Beltschew daraufhin eine Gedichtsammlung auf Kroatisch. 1877 schrieb er sich an der Zagreber Universität ein, kehrte jedoch nach der Befreiung Bulgariens vom „osmanisch-türkischen Joch“ zurück und arbeitete zwischen 1878 und 1881 als Beamter in Sewliewo, Tarnowo und Sofia. 1881 schrieb er sich an der Pariser Sorbonne ein, wo er bis 1884 Wirtschaft mit einem Stipendium der bulgarischen Regierung studierte. Nach dem erfolgreichen Abschluss des Studiums kehrte er nach Bulgarien zurück, wo er ab 1885 im Finanzministerium arbeitete.
1890 wurde Beltschew schließlich Finanzminister in der Regierung seines Freundes Stambolow. Weil Stambolow mit harter Hand gegen seine politischen Gegner vorging, versuchten mehrere Gruppen, ein Attentat auf ihn auszuüben oder ihn von einem Auftragsmörder töten zu lassen. Bei einem dieser Versuche ermordeten 1891 bulgarische Nationalisten aus Makedonien unter der Führung von Naum Tjufektschiew versehentlich Beltschew.
1905 wurden ein Teil der Werke Christo Beltschews und Ausgewählte Aufsätze (bulg. Избрани Съчинения) von Pentscho Slawejkow herausgegeben. In seinen literarischen Werken ist er von Heinrich Heine beeinflusst worden.

## Das Attentat und seine Auswirkungen auf die Innenpolitik
Christo Beltschew starb mit 34 Jahren im Stadtgarten von Sofia, kurz nachdem er in einem Café mit Stefan Stambolow gesprochen hatte. Die Attentäter griffen beide an, konnten jedoch nur Beltschew ermorden. Bei dem darauf folgenden Prozess wurden vier Todesurteile ausgesprochen, darunter auch eines für den Dichter und Journalisten Swetoslaw Milarow. Die Todesurteile werden in der Geschichtswissenschaft als unbegründet betrachtet.
Als angeblicher Anstifter wurde jedoch der pro-russischer Politiker Petko Karawelow genannt, der verhaftet wurde. Ein weiteres Urteil wurde gegen den Führer der makedonischen Bewegung in Bulgarien, Trajko Kitantschew, gefällt. Unter den weiteren 250 Verhafteten waren führende Funktionäre der Organisationen der makedonischen Bulgaren, darunter Damjan Gruew und Jane Sandanski, sowie pro-russische Politiker.